# Luiz Carlos Setim
Luiz Carlos Setim (São José dos Pinhais, 2 de maio de 1944) é advogado, empresário, pecuarista e político brasileiro. Filiado ao Democratas (DEM), nas eleições municipais de 2012, foi eleito prefeito de São José dos Pinhais para gestão 2013-2016.
Luiz Carlos Setim é casado, desde 1967, com a cientista social e professora Neide Maria Zétola Ferraz Setim e têm três filhos: Ângelo Setim Neto, Sandro Almir Setim e Luciana Setim Criminácio.

## Formação
Em 1965, foi primeiro lugar no Curso de Artilharia do Centro de Preparação de Oficiais da Reserva (CPOR) e recebeu a condecoração máxima: a medalha "Correa Lima" e a Espada de Aspirante de oficial. Cursou, ainda, a Associação dos Diplomados da Escola Superior de Guerra (ADESG).
Em 1968, formou-se em Direito na Faculdade de Direito de Curitiba, e em 1970 conclui o curso de Administração de Empresas na Faculdade Católica de Ciências Econômicas do Paraná, que atualmente integrada a Pontifícia Universidade Católica do Paraná.

## Prefeitura de São José dos Pinhais
Depois de uma alternância de poder de 20 anos entre os ex-prefeitos Moacir Piovesan (1976-1982 e 1989-1992) e João Batista Ferreira da Cruz (1983-1988 e 1993-1996), Luiz Carlos Setim assumiu a prefeitura de São José dos Pinhais em 1997.
No período em que Luiz Carlos Setim presidiu o município (1997-2004), São José dos Pinhais passou por grandes mudanças. A cidade teve um crescimento populacional e econômico significativo.
Em um comparativo, a população do Brasil, segundo dados do Instituto Brasileiro de Geografia e Estatística (IBGE), de 1996 até 2007, cresceu 17,9% (de 156.032.944 para 183.987.291). Nesse mesmo período, a população do estado do Paraná cresceu 15% (pulou de 8.942.244 para 10.284.503). Já a cidade de São José dos Pinhais extrapolou tanto a média de crescimento estadual, quanto a média nacional. Entre 1996 e 2007, a população do município cresceu 56,8% (de 168.052 para 263.622).

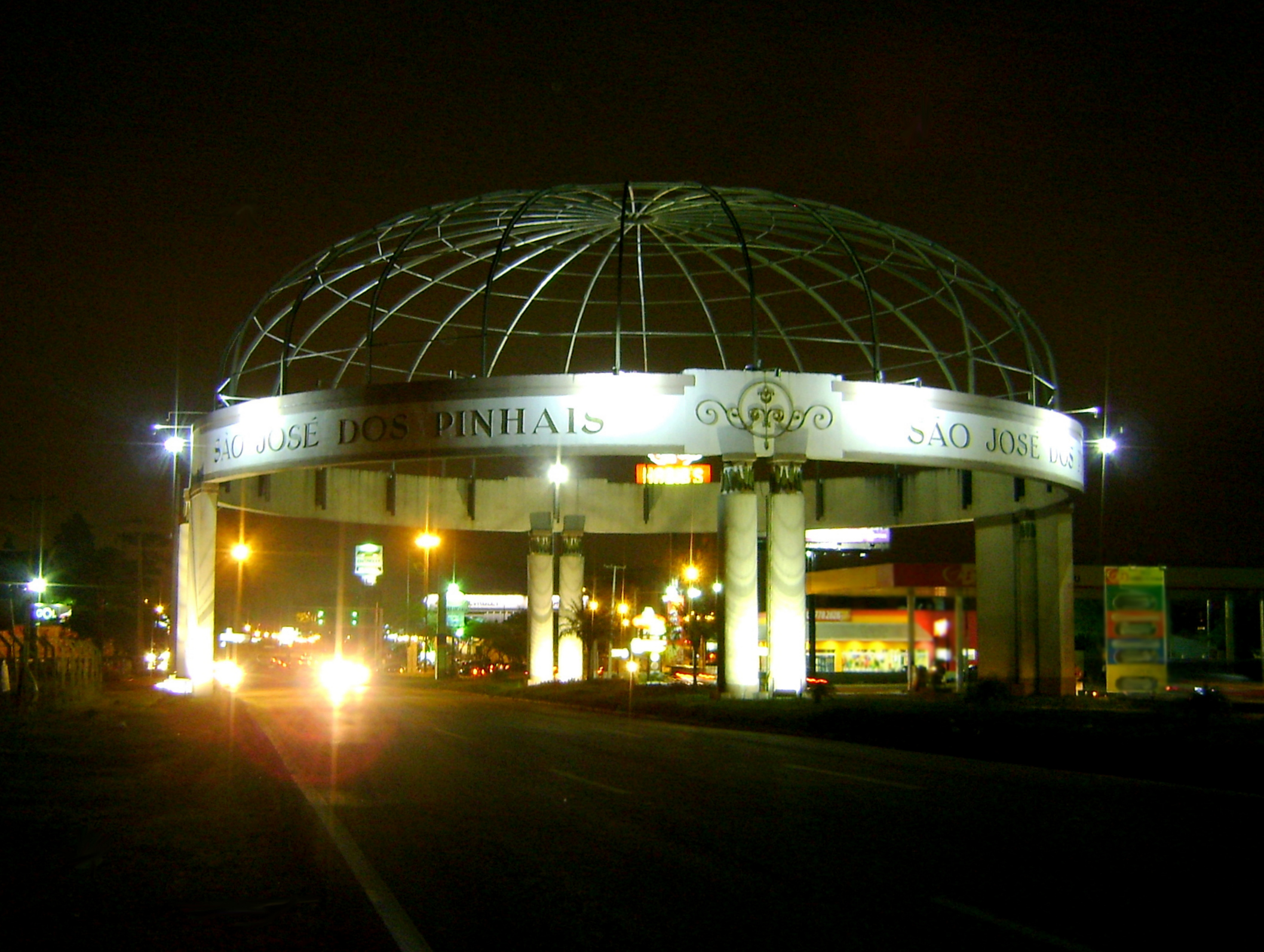
Portal de São José dos Pinhais.

No mandato de Luiz Carlos Setim, São José dos Pinhais tornou-se referência no setor industrial do estado, principalmente no setor automobilístico. Com a vinda das grandes montadoras, como Audi, Nissan, Renault e Volkswagen, a cidade se tornou um pólo automobilístico nacional. A chegada das montadoras impulsionou todos os setores econômicos do município; aproximadamente 20 mil empregos diretos e indiretos foram gerados. Dentre as melhorias nesse período, destacam-se: a reestruturação e ampliação do Aeroporto Internacional Afonso Pena, a revitalização da principal rua de comércio da cidade, a Rua XV de Novembro, a criação de parques e praças, a expansão do mercado imobiliário e a ampliação dos serviços básicos de saúde (com a construção de novos postos de saúde e a reforma dos hospitais), educação (criação de novas creches, escolas e aumento de vagas para alunos) e segurança (ampliação da atuação da polícia no município).
Setim foi eleito prefeito de São José dos Pinhais pela primeira vez em 1997 pelo antigo PFL e reeleito em 2001 pelo mesmo partido. Setim atingiu 85% de aprovação popular, ajudou o seu vice-prefeito, Francisco Buhrer, a se eleger como Deputado Estadual em 2002 e também ajudou na eleição do seu sucessor na prefeitura, Leopoldo Meyer.
Em 2012, foi eleito pela terceira vez prefeito de São José dos Pinhais, com 54.950 votos, elegendo como vice Toninho da Farmácia, derrotando nas urnas o candidato empresário Rodrigo da Rocha Loures, dono da Nutrimental, que ficou com 36.446 votos, o último prefeito Ivan Rodrigues, que permaneceu em terceiro com 35.354 votos, a médica Dra. Carla Gapski, que ficou com 10.531 votos, e o candidato José Augusto Rodrigues, que ficou com somente 191 votos, abaixo de muitos vereadores.

## Deputado federal
Em 2006, Luiz Carlos Setim concorreu ao cargo de deputado federal pelo estado do Paraná. Setim foi eleito com 88.526 votos, com o segundo maior número de votos da sua legenda, o DEM.  e foi o primeiro deputado federal de São José dos Pinhais na Câmara Federal.
Durante o último mandato, Setim participou das respectivas comissões: membro titular da Comissão de Agricultura, Pecuária, Abastecimento e Desenvolvimento Rural e primeiro vice-presidente; membro suplente da Comissão de Turismo e Desporto e membro suplente da Comissão Mista de Orçamento.